# Пшечиці
Пшечиці (пол. Przeczyce) — село в Польщі, у гміні Меженциці Бендзинського повіту Сілезького воєводства.
Населення — 1445 осіб (2011).
У 1975-1998 роках село належало до Катовицького воєводства.

## Демографія
Демографічна структура станом на 31 березня 2011 року:
|          | Загалом | Допрацездатний вік | Працездатний вік | Постпрацездатний вік |
| -------- | ------- | ------------------ | ---------------- | -------------------- |
| Чоловіки | 725     | 132                | 495              | 98                   |
| Жінки    | 720     | 109                | 425              | 186                  |
| Разом    | 1445    | 241                | 920              | 284                  |